# Rodolfo Gonzales
Rodolfo Gonzales dit Corky Gonzales est un américain d'origine mexicaine d'abord boxeur puis poète et militant politique. Il organise la première conférence des jeunes chicanos en mars 1969 et fut actif pour la défense des droits des hispaniques américains.